# 祭杆

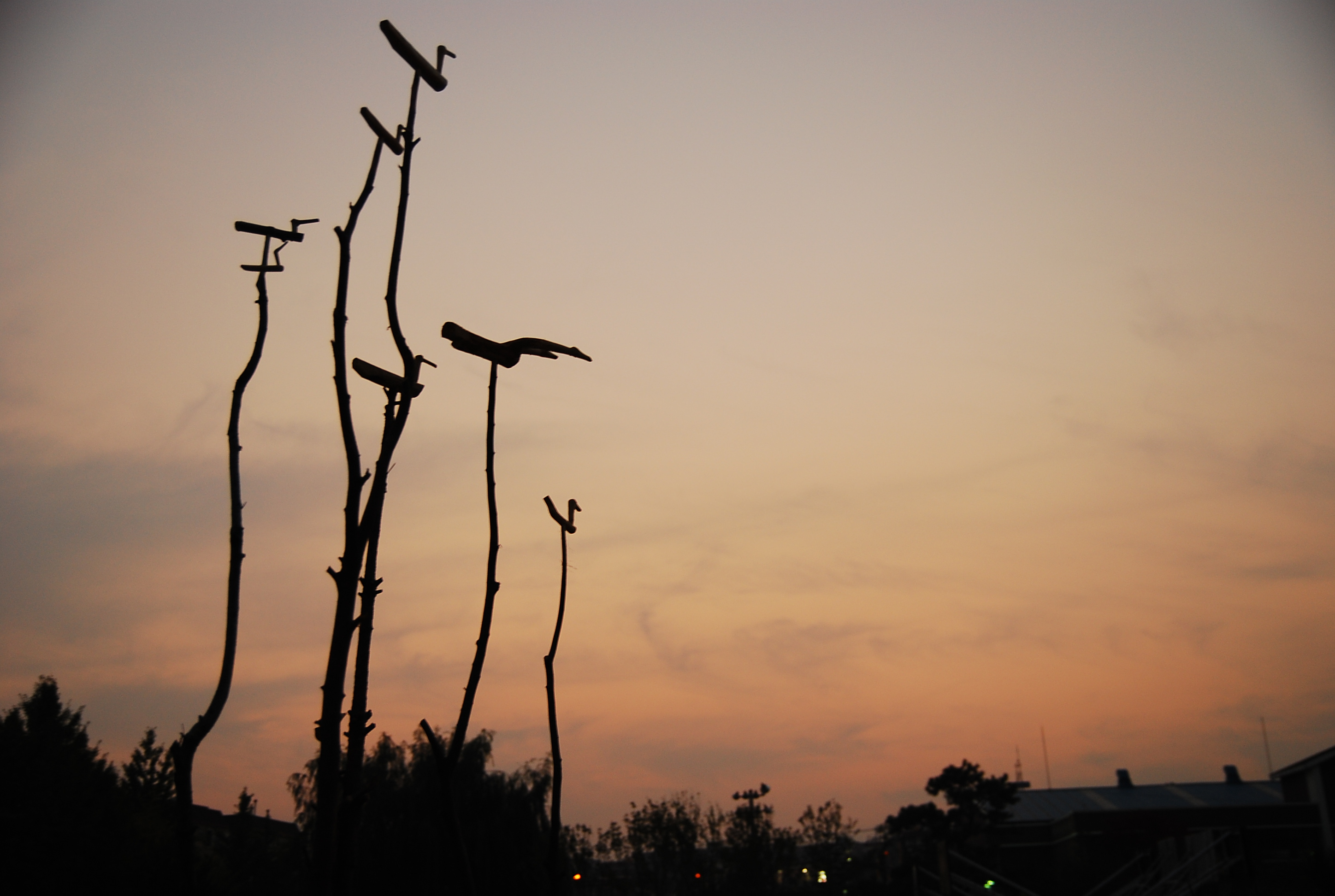
祭杆

祭杆（韓語：솟대），或翻神鸟柱，是朝鮮半島农民来祈求丰收所立的长杆子，上頭刻有一隻鳥，有些嘴中還會衔着小鱼。
祭杆一般担任保护村落和祈求丰年两个角色。每逢腊月，农村都会为第二年的丰收进行祈福，或将装满稻米的口袋立于田地之间，或在村口建造守护神。
根据记载，在三韩时代馬韓人會在作為祭祀、庇護權用途的苏涂建有神鸟柱，因此很多学者认为神鸟柱这个词的起源就是源于“苏涂”(神鸟柱的韩语第一个发音与苏涂的首字的发音相似)
。